# 高放 (1927年)
高放（1927年—2018年5月30日），原名高元浤，男，福建福州人，中国国际共产主义运动史学家，曾任中国人民大学国际关系学院教授、博士生导师。